# Bilobella braunerae
Espèce

Bilobella braunerae est un petit collembole de la famille des Neanuridae présent en Europe moyenne.

## Description
Bilobella braunerae est de petite taille, mesurant entre 2 et 4 mm de long. Elle se distingue par sa couleur saumon caractéristique, sauf la deuxième moitié de ses antennes blanches, et ses pattes également blanches. Son corps est plissé, et porte de nombreux petits tubercules, ainsi que des soies. 

## Répartition et habitat
Originellement trouvé en Autriche (1981) puis en Italie (1986), il est maintenant présent dans une grande partie de l'Europe centrale et occidentale: Hongrie (2002), Allemagne, Luxembourg (1e donnée en 2005), France, Pays-Bas, Grande-Bretagne (1e donnée en 2015), Suisse.
On le trouve sur le bois pourrissant et la litière.

## Taxonomie
Cette espèce a été décrite en 1981 par l'entomologiste français Louis Deharveng, dans son article "Nouvelles  espèces  de  Bilobella  et  Monobella", Bulletin de la Société d'histoire naturelle de Toulouse, 117, 95–102. 